# S&M
S&M este un album live al formației Metallica, înregistrat împreună cu Orchestra Simfonică din San Francisco, la data de 21-22 aprilie 1999.